# 伏木和雄
伏木 和雄（ふしき かずお、1928年8月9日 - 2012年7月28日）は、日本の政治家。
衆議院議員（9期）、公明党国会対策委員長、公明党中央執行副委員長などを歴任。

## 経歴
神奈川県議会(横浜市鶴見区選挙区)議員を務めた後、1967年2月の第31回衆議院議員総選挙に旧神奈川1区から公明党公認で出馬し初当選。1979年、党委員長竹入義勝の下で中央執行委員に就任する。1983年、党国会対策副委員長に就任。1985年、委員長の竹入の下で党組織局長に就任する。
1986年12月、党大会で新委員長に選出された矢野絢也の下で党中央執行副委員長に就任する。1989年5月、矢野が明電工事件絡みの疑惑発覚で辞任すると党副委員長石田幸四郎が新委員長に選出されるが、伏木は党副委員長に留任する。
1992年7月、参院選後に副委員長を退任。1993年6月、宮沢内閣不信任決議案が可決し、衆議院解散に伴う総選挙には出馬せず政界引退へ。地盤を上田勇に譲る。
1998年、竹入が朝日新聞に55年体制の回顧録を連載したことに反発し、元党書記長市川雄一や副委員長経験者らとともに竹入バッシングを展開する。後にこの時の参加メンバーを結束して「公明党をサポートする会」を結成。同会の参加者には浅井美幸、近江巳記夫、大久保直彦、黒柳明、坂井弘一、鈴木一弘、多田省吾、二宮文造、長田武士、三木忠雄、矢追秀彦、渡部一郎らがいる。その後、同会神奈川県代表を務めた。
2012年7月28日、呼吸不全のため死去。

## 役職歴

### 衆議院
- 建設委員長

### 公明党
- 中央執行副委員長
- 国会対策委員長[2]
- 組織局長
- 国会対策副委員長
- 中央執行委員

## 矢野絢也との確執
「公明党をサポートする会」は、竹入義勝のみならず公明党委員長後任者である矢野絢也に対しても厳しい批判を行っている。
2005年には、矢野の自宅から手帳が奪われたのは「サポートする会」の謀略であるとして『週刊現代』で実名が報じられた。これに対し、伏木は他に名前が出た黒柳、大川清幸とともに名誉毀損で矢野と版元の講談社を訴える。一審では全面勝訴したが、控訴審では逆に名誉毀損の事実が認められず、矢野のプライバシーを侵害する行為があったとして手帳の返還と3人合わせて300万円の慰謝料支払いを命じられる。3人は最高裁判所に上告したが、2009年9月1日、第三小法廷は控訴審判決を支持して上告を棄却する決定を下した。